# やまねこ座超銀河団
やまねこ座超銀河団 (Lynx Supercluster) とは、地球から見て129億光年離れた位置にある超銀河団である。
やまねこ座超銀河団は、1999年に発見された超銀河団である。赤方偏移の値は1.27であり、2012年現在最も遠い超銀河団である。誕生から約50億年経過した宇宙に存在する。やまねこ座超銀河団は、3年前に発見されたSCL @ 0018+16 (z = 0.54) より倍以上遠い位置にあり、1年後に発見されるSCL @ 1338+27 (z ~1.1) やSCL @ 1604+43 (z = 0.91) よりも遠い。あまりにも遠くて暗いので、X線で発見された。
やまねこ座超銀河団は、やまねこ座E (ClG J0849+4452) とやまねこ座W (ClG J0848+4453) の2つの銀河団で構成されている。